# Olympique Khouribga
Olympique Club Khouribga (arab. نادي أولمبيك خريبكة) – marokański klub piłkarski, grający obecnie w pierwszej lidze, mający siedzibę w mieście Churibka, w środkowej części kraju, w regionie Asz-Szawija-Wardigha, na Mesecie Marokańskiej.

## Historia
Klub został założony w 1923 roku. W 1984 roku osiągnął swój pierwszy sukces, którym było wywalczenie wicemistrzostwa Maroka. W 1996 roku jako finalista Pucharu Maroka dotarł do finału Arabskiego Pucharu Zdobywców Pucharów i wygrał w nim 3:1 z jordańskim Al-Faysali. W 2006 roku po raz pierwszy zdobył krajowy puchar, a w 2007 roku wywalczył swoje premierowe mistrzostwo Maroka.

## Sukcesy
- 1. liga
  - mistrzostwo: 2007
  - wicemistrzostwo: 1984, 1989, 1996

- Puchar Maroka
  - zwycięstwo: 2006
  - finał: 1981, 1994, 1995, 2005

- Arabski Puchar Zdobywców Pucharów
  - zwcięstwo: 1996

- Arabski Superpuchar
  - finał: 1996

## Reprezentanci kraju grający w klubie
- Amara Karba Bangoura
- Alhassane Keita
- Muhammad Al Maghrabi
- Otmane El Assas
- Hicham Mahdoufi
- Hassan Souari
- Oumar Diallo